# MC 서바이벌
《MC 서바이벌》은 2004년 5월 8일부터 6월 12일까지 대한민국의 지상파 방송인 KBS 2TV에서 토요일 밤 10시부터 방송된 예능 프로그램으로, 방송을 통해 재능 있는 예능 프로그램의 전문MC 및 출연자를 6주에 걸쳐 생방송으로 선발하는 프로그램이다. 과거 《TV오디션 도전 60초》로 방영했다가 작년 11월 가을개편에 따라 종영 후 6개월만에 후속 프로그램으로 신설되었다.

## 결과
| 상   | 이름       | 소속                         |
| ---- | ---------- | ---------------------------- |
| 대   | (故)경동호 | 前KBS                        |
| 금   | 전제향     | EBS, 前KBS, 前GTB, 前MBC게임 |
| 은   | 한창희     | KBS                          |
| 은   | 조우종     | FNC, 前KBS, 前TBS            |
| 은   | 노진선     | KBS                          |
| 장려 | 강태호     | KBS, 한국인터넷미디어협회    |
| 장려 | 곽현화     | KBS                          |
| 장려 | 이정무     | KBS                          |
| 장려 | 김경희     | KBS                          |
| 장려 | 양혜경     | YTN, 前KBS                   |